# Rahmenvereinbarung
Eine Rahmenvereinbarung im Sinne des Vergaberechts ist eine Vereinbarung zwischen öffentlichen Auftraggebern oder Sektorenauftraggebern und Unternehmen, in der die Bedingungen für Einzelaufträge festgelegt werden, die im Laufe eines bestimmten Zeitraums vergeben werden sollen, insbesondere in Bezug auf den Preis. Die Rahmenvereinbarung wird umgangssprachlich daher oft als Zeitvertrag bezeichnet.
Es handelt sich um einen Vertrag, der für eine bestimmte Laufzeit den Abruf von Waren, Bau- oder Dienstleistungen vorsieht, deren Einzelpreis zwar festgelegt wird, die letztlich abzurufende Menge aber bei Vertragsschluss noch unbekannt ist.
Als Beispiele können hier genannt werden die Beschaffung von Druckerpapier für ein Großbüro oder das Streichen der Wände in einzelnen Büros (nach Abruf) für die nächsten drei Jahre.
Im zivilrechtlichen Sinne spricht man von einem Rahmenvertrag.

## Rahmenvereinbarungen im Bauwesen
Zur Erbringung von Bauleistungen können öffentliche Auftraggeber Rahmenvereinbarungen beauftragen. Diese Vertragsart ist in § 4a der VOB Teil A definiert. Die Laufzeit des Vertrags darf dem Grunde nach vier Jahre nicht überschreiten. Vorteile der Rahmenvereinbarung sind für den Auftraggeber neben dem schnellen Zugriff auf Handwerksleistungen auch der Wettbewerb für vergleichsweise geringe Auftragshöhen. Es kann davon ausgegangen werden, dass Leistungen grundsätzlich wirtschaftlicher als im Direktauftrag vergeben werden, da die zu erwartenden Leistungen öffentlich ausgeschrieben werden und hierdurch keine Einschränkungen des Wettbewerbs wie bei beschränkten Ausschreibungen entstehen sollten.